# Maronitske mumije
Maronitske mumije je osem dobro ohranjenih naravnih mumij maronitskih vaščanov iz okoli leta 1283 našega štetja. Odkrila jih je skupina speleologov/arheologov med reševalnim izkopavanjem v dolini Kadiša v Libanonu leta 1990. Trenutno so na ogled v Narodnem muzeju v Bejrutu.

## Odkritje
Mumije je 13. julija 1990 v jami 'Asi-al Hadath, ki je v dolini Kadiša v Libanonu, našla skupina speleologov/arheologov Groupe d'Etudes et de Recherches Souterraines du Liban- GERSL, in sicer Abi Aoun. Pierre, Baroudy Fadi, Ghaouch Antoine in Khawaja Paul.
Najdba je rezultat dvoletnega izkopavanja. Sprva je odkritje obsegalo eno samo štirimesečno mumijo dojenčka.
Dojenčico so njeni odkritelji poimenovali Jasmine po otroku, katerega ime je bilo omenjeno v rokopisu, odkritem na kraju samem. Dojenčica je bila oblečena in v celoti pokopana le 40 cm pod zemljo, sama je bila položena na hrbet v grobu, njena glava pa je počivala na gladkem kamnu. Jasmine je ekipa skrbno zavila v medicinsko gazo in imobilizirala z napravami za opornice ter prepeljala iz jame v prilagojen laboratorij, ki so ga ustvarili odkritelji. Po odkritju je bilo najdenih več drugih ostankov, vključno s sedmimi trupli (štirje dojenčki in trije odrasli), kot tudi ostanki okostja več drugih.

## Analiza

### Jama
Jama Asi-al-Hadath je v bližini Hadath-El-Gibbet. Velika nadmorska višina jame otežuje dostop ali redno uporabo kot bivališča. Obstajajo pa dokazi o urejeni komunalni ureditvi, umetni vodni zbiralnik (3,5 m x 1,4 m površine, 1,5 m globine in 8 kubičnih metrov prostornine); kamnita posoda za ročno mletje žita; in dve vodnjaku podobni odprtini, ki sta verjetno služili za pridobivanje in shranjevanje vode. Jama vsebuje dva glavna prostora: veliko bivalno sobo in pokopališče.

### Ohranjanje
Predhodni pregled trupel je pokazal, da so bila naravno mumificirana. Jama, v kateri so bili pokopani, je delovala kot popoln ulitek za pokopana telesa, saj je preprečila nastanek zračnih žepov, ki običajno olajšajo proces razgradnje. Poleg tega sta nizka vlažnost zraka v jami in pomanjkanje organizmov v prsti upočasnila popolno razpadanje trupel.

### Datacija
Raziskave, ki jih je opravil GERSL, so potrdile datacijo okoli leta 1283, ko je bilo območje okoli jame del grofije Tripoli.

#### Zgodovinski pregled
Med letoma 1102 in 1289 je Libanonsko gorovje, vključno s Hadath El Jebbehom, spadalo v meje grofije Tripoli. Tripoli je bil ena od štirih temeljnih mestnih enot Jeruzalemskega kraljestva križarjev grofije Edesa, kneževine Antiohije in kraljevih ozemelj. Medtem so mameluki zavzeli Egipt, Sirijo in Palestino ter se namenili osvojiti Libanon in izgnati križarje. Kot so poudarili sodobni učenjaki, so maroniti, ki so predstavljali večinsko prebivalstvo te grofije, mamelukom predstavljali stalno oviro: »pravzaprav je učinkovita vojaška pomoč, ki so jo maroniti nudili Frankom iz Tripolija mora biti eden od dejavnikov, ki so grofiji pomagali, da se je uspešno soočila s ponavljajočimi se muslimanskimi napadi in preživela druge križarske države.« Ni minilo dolgo, preden so mameluki ugotovili, da morajo najprej pokoriti maronite, če želijo zavzeti Tripoli.
Mameluki so med letoma 1250 in 1289 sprožili več napadov na visokogorje Tripolija in uničili Gibbet Bsharri, Baqufa, Kfarsaroun, Hasrun, al-Hadath in druge. En poseben napad je bil zapisan v kroniki Ibn 'Abd az-Zahirja med njegovim službovanjem kot sekretar na dvoru treh mameluških sultanov (1223-1292). Pod naslovom Poročilo o ujetju patriarha al-Hadatha iz regije Tripoli je zapisal: »Zgodilo se je, da je patriarh regije Tripoli razjezil, se obnašal predrzno, postal ošaben in prestrašil guvernerja Tripolija in vse Franke. Zavedel je te ljudi iz teh gora in ljudi iz tistih dolin, ki so zablodeli ljudje. In to se je nadaljevalo, dokler se ga niso bali vsi sosedi. Zasidral se je v al-Hadathu in visoko dvignil nos z aroganco in nihče ga ni uspel pretentati ... Zgodilo se je, da so ga guvernerji sultana večkrat postavili v zasedo, a ga niso našli. Nato so ga Turkmeni poiskali namesto njega in ga pretentali, tako da so ga ujeli in mu zavezali oči in ga je ujel. Patriarh je bil eden od nevernikov in njihovih brezbožnikov, zato so bili muslimani oproščeni njega in jim je bila prihranjena njegova hudobija. Njegovo ujetje je bila velika zmaga, večja celo kot osvojitev trdnjave ali trdnjave.«
Poročila, podobna Ibn 'Abd az-Zahirju, najdemo na robu dveh Svetih pisem iz regije al-Hadath blizu samostana 'Mar Aboun' (samostan Qozhaya). Obe Bibliji je odkril patriarh Istephan Duwayhi med svojim raziskovanjem in pisanjem Tarikh al-Azmina med letoma 1670 in 1704. Prvo Sveto pismo vsebuje opombo, ki jo je leta 1283 napisal anonimni kristjan, ki je bil priča tem dogodkom. Pripoved v drugi Bibliji je kopija prve in je datirana iz leta 1504. Ta poročila pričajo o dramatičnih dogodkih, ki so se odvijali v 'Asi al-Hadathu v 13. stoletju. Priča in pisec izvirnega poročila iz leta 1283 nam pove, da: »22. avgusta 1283 so se muslimanski vojaki napotili proti al-Hadathu, kjer so se prebivalci zatekli v veličastno in nedostopno jamo, imenovano al-'Asi. je bil oblegan sedem let. Vojaki so ga prejeli preko Amana _ obljube varnosti in obljube zaščite, ki so jo muslimani dali nemuslimanom (judom in kristjanom), ki pripadajo dar al-harbu (bivališče vojna) za določeno časovno obdobje. Tisti nemuslimani, ki pripadajo dar al-salamu (Adobe islama), spadajo pod status dhimmi, nato z ognjem zažgali njegovo prefekturo (vas al-Hadath) in jo zavzeli ujetnice.«
Ti dve referenci sta pričevanja o tragičnem dogodku, ki se je zgodil v al-Hadathu. Pripovedi sovpadajo v času, kraju in dejanju ter potrjujejo ofenzivo proti al-Hadathu, s čimer zagotavljajo nekaj zgodovinskega konteksta za naše razumevanje tega arheološkega odkritja.

### Artefakti
Poleg samih mumij številni artefakti, najdeni na mestu, kažejo, da so bili ljudje, ki so bili tam pokopani, maroniti iz vasi al-Hadath in da se je njihova smrt zgodila okoli leta 1283, kar ustreza vladavini mamelukov in prisotnosti križarjev. Med številnimi izkopanimi primeri srednjeveške keramike en lonec pritegne pozornost z arabskim napisom: To pripada Boutrosu iz al-Hadatha. Umetniški in arheološki pomen se kaže v vzorcih in motivih, izvezenih na tkaninah, ki so enaki vzorcem v sirskih evangelijih Rabbule, umetniški mojstrovini iz 6. stoletja, ki je do sredine 15. stoletja pripadala maronitskemu patriarhatu, zdaj pa je shranjena v Firencah, Italija. Osupljiva kopija dveh pavov, obrnjenih drug proti drugemu, z drevesom življenja vmes, ostaja živih barv sedemsto let pozneje. V jami so izkopali več kot dvajset rokopisov. Eden od njih je v sirščini in je maronitska himna, drugi je v arabščini in nosi ime in podpis Davidovega sina Jurija, naddiakona al-Hadatha. Med odkritimi predmeti je več graviranih lesenih glavnikov z dvojnimi zobmi, tankimi zobmi na eni strani in grobimi na drugi strani, ki so identični glavnikom, ki so jih uporabljale mameluške ženske v Egiptu in so na ogled v Muzeju islamske umetnosti v Kairu v Egiptu. Ugotovljeno je bilo, da so številne palice, puščice in zareze enake puščicam iz mameluškega obdobja, ki so zdaj razstavljene v Muzeju tradicionalne umetnosti v Alepu v Siriji. Raznolikost križarskih in mameluških kovancev prav tako vabi k špekulacijam, da so te mumije iz 13. stoletja. Vendar najpomembnejši in neizpodbitni dokazi prihajajo iz samih mumij.

### Jasminina oblačila
Jasmine je pod pokrovom nosila tri obleke: eno modro, bež obleko čez njo in bolj dovršeno temno bež obleko, izvezeno s svilenimi nitmi čez obe. Glavo je imela pokrito s pokrivalom, pod katerim je nosila naglavni trak iz svile. Okrašena je bila z enim uhanom in ogrlico, okrašeno z ustnimi pihanimi steklenimi biseri in dvema kovancema iz obdobja sultana mameluka Baybarsa.

### Šege in obredi
V primerjavi z mumijami v Egiptu so bile te mumije preprosto pokopane brez kakršne koli dolgotrajne ali podrobne priprave. Preliminarno opazovanje mumij že razkriva osupljive vzporednice z običaji in obredi, ki se še vedno izvajajo v današnjem Libanonu. Odraslo žensko so našli pokopano z osemnajstmesečnim otrokom. Dojenčka so položili na materino levo ramo. Skoraj prepričani smo, da je dojenček njen, saj ta način pokopa še danes izvajajo v Libanonu, ko smrt matere in otroka povzročijo zapleti v porodnem procesu. Najbolj zanimiva od vsega je odrasla ženska, ki je pokopana z dojenčkom. Najdejo jo s koščki bombaža in tkanine, vstavljenimi v vaginalno in analno odprtino. Ta priprava pokojnika na ogled se izvaja še danes. Na nekaterih območjih Libanona, kot je dolina Beka, koščke bombaža in blaga ovijejo okoli majhne čebule in jih vstavijo v človeške odprtine. Druga kulturna manifestacija je prisotnost dolgih črnih človeških las, najdenih med Jasmininimi prsti na nogi. Verjetno je pripadal otrokovi materi. Lokalna tradicija pravi, da si bo užaloščena mati pulila lase, medtem ko bo poljubljala noge svojega izgubljenega otroka. Talismanska molitev, najdena v jami, prosi svetnike za posredovanje pri ozdravitvi bolnega otroka. Ta molitev je podobna tistim, ki so še vedno v praksi in uporabi med maroniti v današnjem Libanonu, npr. 'Kitab Mar Antonios' -- talisman svetega Antona iz Qozhaya. Na truplu ene od odraslih mumij so našli lesen hišni ključ. V skladu s tradicionalnimi običaji se ob pogrebu zadnjega preživelega člana družine vrže ključ pokojnikove hiše čez streho te hiše, kar pomeni, da bo hiša te družine za vedno zaprta. V tem primeru je oseba umrla v oblegani jami, zato je bil ključ vržen v grob. Podobne okoliščine bodo žalujoči komentirali z besedami, »škoda tej družini, njihova hiša je za vedno zaprta«.

## Pomembnost
1. To so prve mumije, ki so bile kdaj odkrite v Libanonu.
2. Izjemna in edinstvena lesena puščica, odkrita v celoti od konice do rezila, s papirnatimi peresi (brez peresa, najverjetneje za zmanjšanje upora in povečanje trajektorije leta); vredno omeniti, da so bili odkriti tudi drugi fragmenti tradicionalnih lesenih puščic, večinoma v slogu turških nokov.
3. Obstaja veliko podobnosti med pokopom mumij in nekaterimi današnjimi libanonskimi pokopi. Na primer, eden od dojenčkov je imel dolge pramene las med prsti na nogah. Po lokalni tradiciji na nekaterih območjih današnjega Libanona si mati, ki ji umre otrok, v objokovanju izpuli lase, medtem ko poljublja noge svojega umrlega otroka.[potreben citat] Podobno je danes v Libanonu, ko umre zadnji član družine , je ključ družinske hiše vržen čez streho, kar pomeni, da nihče več ne bo živel v hiši.[potreben citat] Prisotnost ključa v jami 'Asi-al Hadath lahko tudi nakazuje, da je zadnji član tam je umrla tudi družina.
4. Tkanine niso nosile le mumije, raztresene so bile tudi po jami. Njihova oblačila, izdelana iz težkega bombaža, so izvezena s kvadrati in diamanti križev in rož, ki močno spominjajo na vzorce čilimov turških nomadov.